# Революція цвітної капусти

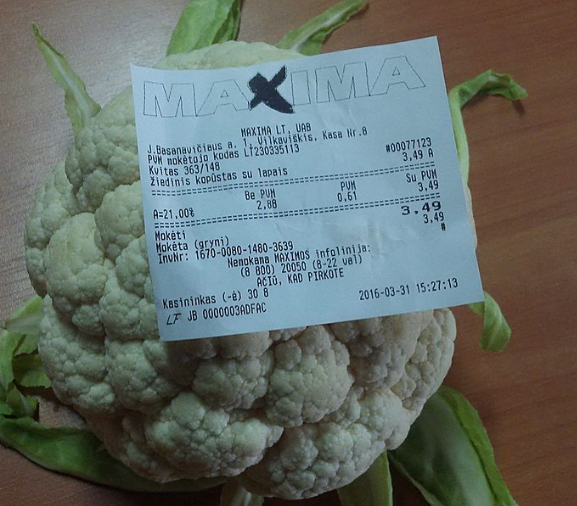
Цвітна капуста ціна

Революція цвітної капусти (лит. Kalafiorų revoliucija) — так називається спонтанний литовський протест, ініційований жителем південно-західного литовського містечка Вілкавіскіс у 2016 році. Вона купила цвітну капусту в супермаркеті Maxima у Вількавіскісі, заплативши 3,49 євро за одну головку цвітної капусти. Вона опублікувала фотографію у Facebook, і незабаром десятки тисяч литовців поділилися цим дописом, зробивши його вірусним через різноманітні розмови в громадськості раніше про стрімке зростання цін і незначне зростання зарплат у порівнянні після впровадження євро в 2015 році. Між 10 і 12 травня відбувся спонтанний триденний бойкот усіх чотирьох основних мереж супермаркетів Литви, які контролюють 80% дистрибуції продуктів харчування в країні, Maxima, Iki, Rimi та Norfa.

## Думки

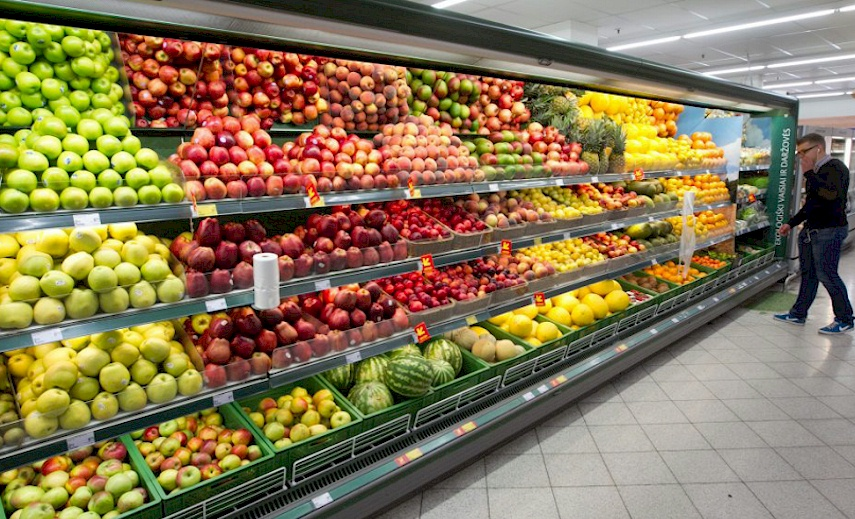
Продуктовий магазин з невеликою кількістю клієнтів під час бойкоту

Альгірдас Буткявічюс, прем'єр-міністр Литви, заявив, що більшість товарів імпортується з країн єврозони, і тому зміни цін викликані такими причинами, як виклики ринку, поганий урожай та інші. Неріюс Мачуліс, головний економіст Swedbank, заявив, що ескалація цін на цвітну капусту була викликана сезонним зростанням світового попиту, а не через приєднання Литовської Республіки до єврозони.